# Berhane Adere
Berhane Adere Debala (Scioa, 21 luglio 1973) è un'ex mezzofondista e maratoneta etiope.

## Biografia
È stata campionessa mondiale dei 10000 metri piani a Parigi Saint-Denis 2003, nonché medaglia d'oro ai Mondiali di mezza maratona a Bruxelles nel 2002.
Oltre ai titoli già citati, nella sua carriera ha collezionato anche altri due argenti ai Mondiali, un oro ed un argento ai Mondiali indoor ed un argento e tre bronzi ai mondiali di mezza maratona.
Ambasciatrice UNICEF per l'educazione femminile, nel 2006 passa alla maratona, specialità che pratica tuttora. Ha vinto due volte la maratona di Chicago (nel 2006, con il personale di 2h20'42", e nel 2007) e la maratona di Dubai 2008.

## Palmarès
| Anno | Manifestazione             | Sede         | Evento        | Risultato | Prestazione | Note                                     |
| ---- | -------------------------- | ------------ | ------------- | --------- | ----------- | ---------------------------------------- |
| 1991 | Mondiali di cross          | Anversa      | Corsa lunga   | 34ª       | 21'30"      |                                          |
| 1992 | Mondiali di cross          | Boston       | Corsa lunga   | 38ª       | 22'19"      |                                          |
| 1993 | Campionati africani        | Durban       | 10000 m piani | Oro       | 32'48"52    |                                          |
| 1993 | Mondiali                   | Stoccarda    | 10000 m piani | Batteria  | 33'20"62    |                                          |
| 1995 | Mondiali                   | Göteborg     | 10000 m piani | Batteria  | 33'14"76    |                                          |
| 1996 | Mondiali di cross          | Stellenbosch | Corsa lunga   | 10ª       | 20'37"      |                                          |
| 1996 | Giochi olimpici            | Atlanta      | 10000 m piani | 18ª       | 32'57"35    |                                          |
| 1997 | Mondiali di cross          | Torino       | Corsa lunga   | 14ª       | 21'37"      |                                          |
| 1997 | Mondiali                   | Atene        | 10000 m piani | 4ª        | 31'48"95    | Miglior prestazione personale            |
| 1998 | Campionati africani        | Dakar        | 5000 m piani  | Oro       | 15'54"31    | Record dei campionati                    |
| 1999 | Mondiali                   | Siviglia     | 10000 m piani | 7ª        | 31'32"51    | Miglior prestazione personale            |
| 2000 | Mondiali di cross          | Vilamoura    | Corsa lunga   | 14ª       | 27'11"      |                                          |
| 2000 | Giochi olimpici            | Sydney       | 10000 m piani | 12ª       | 31'40"52    |                                          |
| 2001 | Mondiali                   | Edmonton     | 10000 m piani | Argento   | 31'48"85    |                                          |
| 2001 | Mondiali di mezza maratona | Bristol      | Individuale   | Bronzo    | 1h08'17"    | Miglior prestazione personale            |
| 2001 | Mondiali di mezza maratona | Bristol      | A squadre     | Bronzo    | 3h30'20"    |                                          |
| 2002 | Campionati africani        | Tunisi       | 5000 m piani  | Oro       | 15'51"08    |                                          |
| 2002 | Mondiali di mezza maratona | Bruxelles    | Individuale   | Oro       | 1h09'06"    |                                          |
| 2002 | Mondiali di mezza maratona | Bruxelles    | A squadre     | Bronzo    | 3h30'58"    |                                          |
| 2003 | Mondiali indoor            | Birmingham   | 3000 m piani  | Oro       | 8'40"25     |                                          |
| 2003 | Mondiali                   | Saint-Denis  | 5000 m piani  | 10ª       | 14'58"07    |                                          |
| 2003 | Mondiali                   | Saint-Denis  | 10000 m piani | Oro       | 30'04"18    | Record dei campionati                    |
| 2003 | Mondiali di mezza maratona | Vilamoura    | Individuale   | Argento   | 1h09'02"    |                                          |
| 2003 | Mondiali di mezza maratona | Vilamoura    | A squadre     | 4ª        | 3h36'37"    |                                          |
| 2004 | Mondiali indoor            | Budapest     | 3000 m piani  | Argento   | 9'11"43     |                                          |
| 2005 | Mondiali                   | Helsinki     | 10000 m piani | Argento   | 30'25"41    | Miglior prestazione personale stagionale |
| 2008 | Giochi olimpici            | Pechino      | Maratona      | dnf       | dnf         |                                          |

## Campionati nazionali
1999
- Argento ai campionati etiopi, 5000 m piani - 15'49"75

## Altre competizioni internazionali
1994
- Bronzo alla Cinque Mulini ( San Vittore Olona)

1995
- 9ª all'Athletissima ( Losanna), 3000 m piani - 9'07"64

1997
- 10ª al Golden Gala ( Roma), 5000 m piani - 15'28"76
- 4ª all'Herculis ( Monaco), 3000 m piani - 8'40"14
- Oro alla BOclassic ( Bolzano) - 16'02"
- 5ª alla Grand Prix Final ( Fukuoka), 5000 m piani - 15'26"51

1998
- Bronzo in Coppa del mondo ( Johannesburg), 5000 m piani - 16'38"81
- 11ª al Meeting de Paris ( Parigi), 3000 m piani - 8'59"36
- Oro al Giro Media Blenio ( Dongio) - 16'14"
- Argento alla Cinque Mulini (Template:Bandier San Vittore Olona) - 17'32"

1999
- 4ª al Meeting de Paris ( Parigi), 10000 m piani - 31'30"43
- Oro alla 20 km di Parigi ( Parigi) - 1h06'36"

2000
- 4ª alla Mezza maratona di Lisbona ( Lisbona) - 1h09'28"
- Oro alla Zevenheuvelenloop ( Nimega), 15 km - 48'06"

2001
- 4ª alla Grand Prix Final ( Melbourne), 3000 m piani - 9'32"27
- 4ª al Memorial Van Damme ( Bruxelles), 3000 m piani - 8'31"45

2002
- Argento ai Bislett Games ( Oslo), 5000 m piani - 14'46"99
- Argento al Golden Gala ( Roma), 5000 m piani - 14'54"46
- Argento al Bauhaus-Galan ( Stoccolma), 5000 m piani - 15'05"98
- Oro al Memorial Van Damme ( Bruxelles), 3000 m piani - 8'26"14
- Argento al Meeting de Paris ( Parigi), 3000 m piani - 8'32"31
- Oro alla Weltklasse Zürich ( Zurigo), 3000 m piani - 8'32"46
- 4ª all'Herculis ( Monaco), 3000 m piani - 8'34"65
- Argento alla Mezza maratona di Lisbona ( Lisbona) - 1h08'25"
- Oro alla BOclassic ( Bolzano)
- Bronzo alla Grand Prix Final ( Parigi), 3000 m piani - 8'56"60
- Oro in Coppa del mondo ( Madrid), 3000 m piani - 8'50"88

2003
- Oro ai Bislett Games ( Oslo), 5000 m piani - 14'29"32
- Bronzo al Meeting de Paris ( Parigi), 3000 m piani - 8'36"25
- Oro alla BOclassic ( Bolzano)
- 5ª alla World Athletics Final ( Monaco), 3000 m piani - 8'39"26
- Oro alla Great Manchester Run ( Manchester) - 31'50"

2004
- Oro alla Notturna di Milano ( Milano), 5000 m piani - 14'36"52
- Argento alla Great Manchester Run ( Manchester) - 32'15"
- Oro alla BOclassic ( Bolzano)

2005
- Bronzo alla World Athletics Final ( Monaco), 5000 m piani - 14'46"91
- Argento al Memorial Van Damme ( Bruxelles), 5000 m piani - 14'31"09
- Argento al Golden Gala ( Roma), 5000 m piani - 14'32"79
- Oro alla Zevenheuvelenloop ( Nimega), 15 km - 47'46"

2006
- 4ª al Golden Gala ( Roma), 5000 m piani - 14'54"36
- 4ª al Meeting de Paris ( Parigi), 5000 m piani - 14'56"03
- Oro alla Maratona di Chicago ( Chicago) - 2h20'42"
- 4ª alla Maratona di Londra ( Londra) - 2h21'52"
- Oro alla Great Manchester Run ( Manchester) - 31'07"

2007
- Oro alla Maratona di Chicago ( Chicago) - 2h33'49"

2008
- 7ª alla Maratona di Londra ( Londra) - 2h27'42"
- 10ª alla Maratona di Chicago ( Chicago) - 2h34'16"
- Oro alla Maratona di Dubai ( Dubai) - 2h22'42"
- 4ª alla Mezza maratona di Lisbona ( Lisbona) - 1h10'01"
- 6ª alla World 10K Bangalore ( Bangalore) - 33'38"

2009
- 5ª alla Maratona di Londra ( Londra) - 2h25'30"
- Bronzo alla Maratona di Chicago ( Chicago) - 2h28'38"
- 7ª alla Maratona di Dubai ( Dubai) - 2h27'47"

2010
- 12ª alla Maratona di Londra ( Londra) - 2h33'46"

2011
- 15ª alla Mezza maratona di Lisbona ( Lisbona) - 1h15'27"
- 6ª alla Great Manchester Run ( Manchester) - 33'07"

2012
- Bronzo alla Great South Run ( Portsmouth), 10 miglia - 53'55"

2013
- Argento alla Zevenheuvelenloop ( Nimega), 15 km - 50'59"